# Клупци
Клупци су насељено место града Лознице у Мачванском округу. Према попису из 2022. било је 6609 становника.

## Демографија
У насељу Клупци живи 5657 пунолетних становника, а просечна старост становништва износи 36,4 година (35,6 код мушкараца и 37,1 код жена). У насељу има 2234 домаћинства, а просечан број чланова по домаћинству је 3,27.
Ово насеље је великим делом насељено Србима (према попису из 2002. године), а у последња три пописа, примећен је пораст у броју становника.
|  |

| Демографија | Демографија | Демографија |
| Година      | Становника  | Становника  |
| ----------- | ----------- | ----------- |
| 1948.       | 902         |             |
| 1953.       | 1.088       |             |
| 1961.       | 2.104       |             |
| 1971.       | 4.222       |             |
| 1981.       | 5.592       |             |
| 1991.       | 6.885       | 6.485       |
| 2002.       | 7.297       | 7.933       |
| 2011.       | 7.112       |             |
| 2022.       | 6.609       |             |

| Етнички састав према попису из 2002.‍ | Етнички састав према попису из 2002.‍ | Етнички састав према попису из 2002.‍ | Етнички састав према попису из 2002.‍ | Етнички састав према попису из 2002.‍ |
| ------------------------------------ | ------------------------------------ | ------------------------------------ | ------------------------------------ | ------------------------------------ |
|                                      |                                      |                                      |                                      |                                      |
| Срби                                 | Срби                                 |                                      | 6.946                                | 95,18%                               |
| Муслимани                            | Муслимани                            |                                      | 86                                   | 1,17%                                |
| Роми                                 | Роми                                 |                                      | 25                                   | 0,34%                                |
| Југословени                          | Југословени                          |                                      | 13                                   | 0,17%                                |
| Мађари                               | Мађари                               |                                      | 7                                    | 0,09%                                |
| Црногорци                            | Црногорци                            |                                      | 5                                    | 0,06%                                |
| Русини                               | Русини                               |                                      | 4                                    | 0,05%                                |
| Руси                                 | Руси                                 |                                      | 3                                    | 0,04%                                |
| Хрвати                               | Хрвати                               |                                      | 2                                    | 0,02%                                |
| Украјинци                            | Украјинци                            |                                      | 2                                    | 0,02%                                |
| Македонци                            | Македонци                            |                                      | 2                                    | 0,02%                                |
| Словаци                              | Словаци                              |                                      | 1                                    | 0,01%                                |
| непознато                            | непознато                            |                                      | 81                                   | 1,11%                                |

| Година пописа     | 1948. | 1953. | 1961. | 1971. | 1981. | 1991. | 2002. |
| ----------------- | ----- | ----- | ----- | ----- | ----- | ----- | ----- |
| Број домаћинстава | 173   | 220   | 527   | 1.099 | 1.548 | 2.011 | 2.234 |

| Број чланова      | 1   | 2   | 3   | 4   | 5   | 6   | 7  | 8 | 9 | 10 и више | Просек |
| ----------------- | --- | --- | --- | --- | --- | --- | -- | - | - | --------- | ------ |
| Број домаћинстава | 273 | 473 | 453 | 664 | 215 | 120 | 27 | 4 | 4 | 1         | 3,27   |

| Пол    | Укупно | Неожењен/Неудата | Ожењен/Удата | Удовац/Удовица | Разведен/Разведена | Непознато |
| ------ | ------ | ---------------- | ------------ | -------------- | ------------------ | --------- |
| Мушки  | 2.915  | 780              | 1.960        | 85             | 60                 | 30        |
| Женски | 3.080  | 618              | 1.997        | 348            | 97                 | 20        |
| УКУПНО | 5.995  | 1.398            | 3.957        | 433            | 157                | 50        |

| Пол    | Укупно                    | Пољопривреда, лов и шумарство | Рибарство                            | Вађење руде и камена | Прерађивачка индустрија       |
| ------ | ------------------------- | ----------------------------- | ------------------------------------ | -------------------- | ----------------------------- |
| Мушки  | 1.384                     | 50                            | 0                                    | 5                    | 469                           |
| Женски | 1.011                     | 42                            | 0                                    | 2                    | 253                           |
| УКУПНО | 2.395                     | 92                            | 0                                    | 7                    | 722                           |
| Пол    | Производња и снабдевање   | Грађевинарство                | Трговина                             | Хотели и ресторани   | Саобраћај, складиштење и везе |
| Мушки  | 55                        | 165                           | 200                                  | 43                   | 104                           |
| Женски | 18                        | 17                            | 267                                  | 56                   | 19                            |
| УКУПНО | 73                        | 182                           | 467                                  | 99                   | 123                           |
| Пол    | Финансијско посредовање   | Некретнине                    | Државна управа и одбрана             | Образовање           | Здравствени и социјални рад   |
| Мушки  | 7                         | 33                            | 82                                   | 32                   | 27                            |
| Женски | 15                        | 34                            | 41                                   | 65                   | 121                           |
| УКУПНО | 22                        | 67                            | 123                                  | 97                   | 148                           |
| Пол    | Остале услужне активности | Приватна домаћинства          | Екстериторијалне организације и тела | Непознато            | Непознато                     |
| Мушки  | 36                        | 0                             | 0                                    | 76                   | 76                            |
| Женски | 33                        | 0                             | 0                                    | 28                   | 28                            |
| УКУПНО | 69                        | 0                             | 0                                    | 104                  | 104                           |

## Образовање и спорт
У Клупцима постоји и од 1948. године делује осморазредна Основна Школа Доситеј Обрадовић, која има и истурени део у Руњанима који едукује децу до четвртог разреда и који настављају едукацију у Клупцима.
Од исте године у Клупцима постоји и ФК Раднички, који тренутно (2023/2024) наступа у Мачванској Окружној Лиги.